# Pico Strawberry
El Pico Strawberry (6164 pies o 1879 m) es un pico prominente en las montañas de San Gabriel del condado de Los Ángeles, California. Se encuentra a unas 10 millas (16 km) al norte de Pasadena y a 28 millas (45 km) de Los Ángeles, a lo largo de la autopista Angeles Crest. El Pico Strawberry es el más alto de los picos de primera línea, siendo tres pies más alto que el cercano Pico San Gabriel. Ambos se pueden ver ampliamente desde el área metropolitana de Los Ángeles y el Valle de San Gabriel, y son populares entre los excursionistas. Otros picos cercanos prominentes incluyen Pico Josephine y Monte Wilson. El Pico Strawberry (en español: Pico Fresa) fue nombrado así por montañeros hace más de un siglo, quienes sintieron que el pico se parecía a una enorme fresa invertida.
El pico se puede ascender en el lado este como una caminata de ida y vuelta de 7.2 millas usando Strawberry Peak Trail, que comienza cerca del área de pícnic de Red Box, o desde el oeste como un revuelo de clase 3 desde un comienzo de sendero cerca del entrada al Switzer Picnic Site.
El área fue cerrada al público como resultado de la Estación de Bomberos. Sin embargo, la última orden de cierre expiró el 24 de mayo de 2014. El daño restante por fuego en el área es mínimo.
Es especialmente común ver serpientes de cascabel en la zona.